# Méndez (Messico)
Méndez è una municipalità dello stato di Tamaulipas, nel Messico settentrionale, il cui capoluogo è la località omonima.
Conta 4.530 abitanti (2010) e ha una estensione di 2.518,68 km².
Il paese deve il suo nome alla omonima località spagnola.